# Wilhelm Farr
Wilhelm Farr (* 8. Juli 1833 in Freienseen im Landkreis Gießen; † 10. Februar 1907 in Weilburg) war ein deutscher Kaufmann, Bürgermeister und Mitglied des Preußischen Abgeordnetenhauses.

## Leben
Wilhelm Farr wurde als Sohn des Ökonomen Johann Farr und dessen Ehefrau Maria Elisabeth Jung geboren und war nach seiner kaufmännischen Ausbildung bei der Firma Buderus in der Siedlung Audenschmiede in Weilburg beschäftigt. Er betätigte sich kommunalpolitisch und wurde 1855 Mitglied des Kreistages Limburg-Weilburg. Von 1860 an war er als Kaufmann erfolgreich in dem Kohlen- und Baustoffgeschäft seines Schwiegervaters tätig.
In den Jahren von 1870 bis 1885 und von 1889 bis 1898 war er Mitglied des Gemeinderates in Weilburg und dort von 1885 bis 1888  Bürgermeister.
Für den Wahlkreis Wiesbaden 8 hatte er in den Jahren von 1877 bis 1879 und von 1882 bis 1885 ein Mandat für das Preußische Abgeordnetenhaus.
Er gehörte der Nationalliberalen Partei an und wechselte 1880 zur Liberalen Vereinigung, die sich durch Abspaltung von den Nationalliberalen gebildet hatte.
Er vermachte bei seinem Tod der Stadt eine große Summe für gemeinnützige Zwecke. 

## Ehrungen
- 1903 Ehrenbürger von Weilburg